# Leichtathletik-Europameisterschaften 2022/5000 m der Frauen

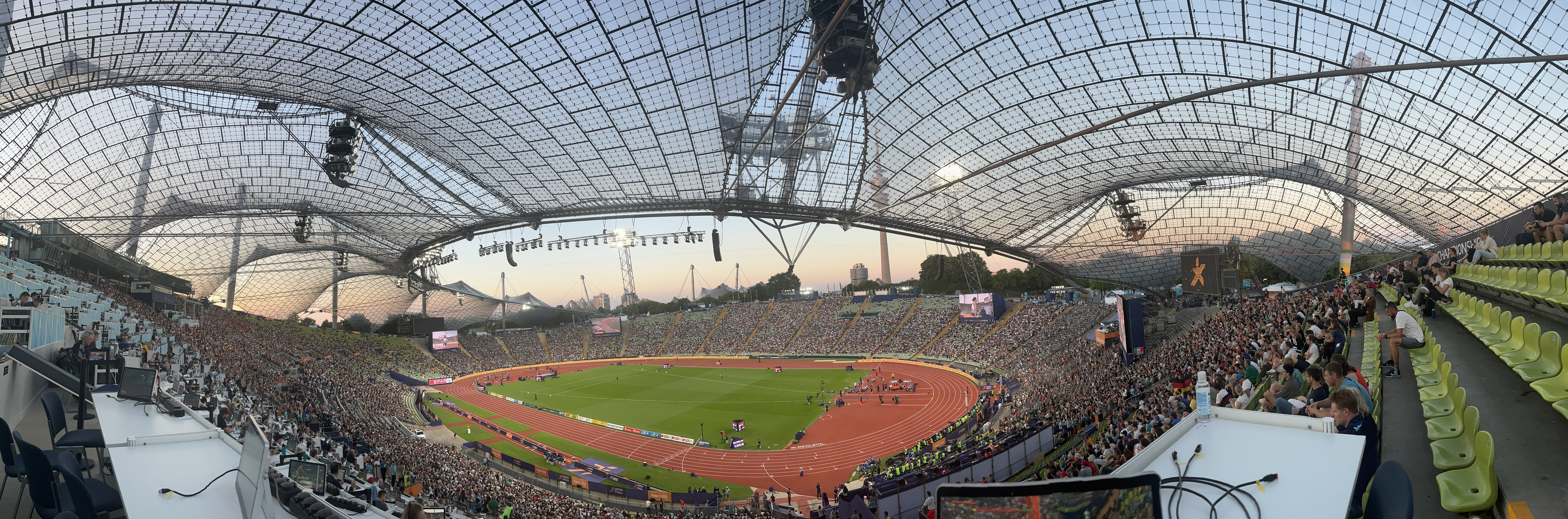
Das Olympiastadion in München während der Europameisterschaften 2022

Der 5000-Meter-Lauf der Frauen bei den Leichtathletik-Europameisterschaften 2022 wurde vom 15. bis 17. August 2022 im Olympiastadion der deutschen Stadt München ausgetragen.
Europameisterin wurde die deutsche WM-Dritte von 2019 Konstanze Klosterhalfen.
Silber gewann die türkische Doppeleuropameisterin über 5000 und 10.000 Meter von 2016 und EM-Dritte von 2018 über 5000 Meter Yasemin Can. Hier in München hatte sie drei Tage zuvor das Rennen über 10.000 Meter für sich entschieden.
Bronze ging an die britische 5000-Meter-Vizeeuropameisterin von 2018 Eilish McColgan, die hier hinter Yasemin Can über 10.000 Meter Silber gewonnen hatte.

## Rekorde

### Bestehende Rekorde
| Weltrekord           | 14:06,62 min | Letesenbet Gidey | Valencia, Spanien      | 7. Oktober 2020 |
| Europarekord         | 14:22,12 min | Sifan Hassan     | London, Großbritannien | 21. Juli 2019   |
| Meisterschaftsrekord | 14:46,12 min | Sifan Hassan     | EM Berlin, Deutschland | 12. August 2018 |

Der bestehende EM-Rekord wurde bei diesen Europameisterschaften nicht erreicht. Mit ihrer Siegzeit von 14:50,47 min blieb die deutsche Europameisterin Konstanze Klosterhalfen 4,35 s über dem Rekord. Zum Europarekord fehlten ihr 28,35 s, zum Weltrekord 43,85 s.

## Legende
Kurze Übersicht zur Bedeutung der Symbolik – so üblicherweise auch in sonstigen Veröffentlichungen verwendet:
| DNF | Wettkampf nicht beendet (did not finish) |
| DNS | nicht am Start (did not start)           |

## Finale

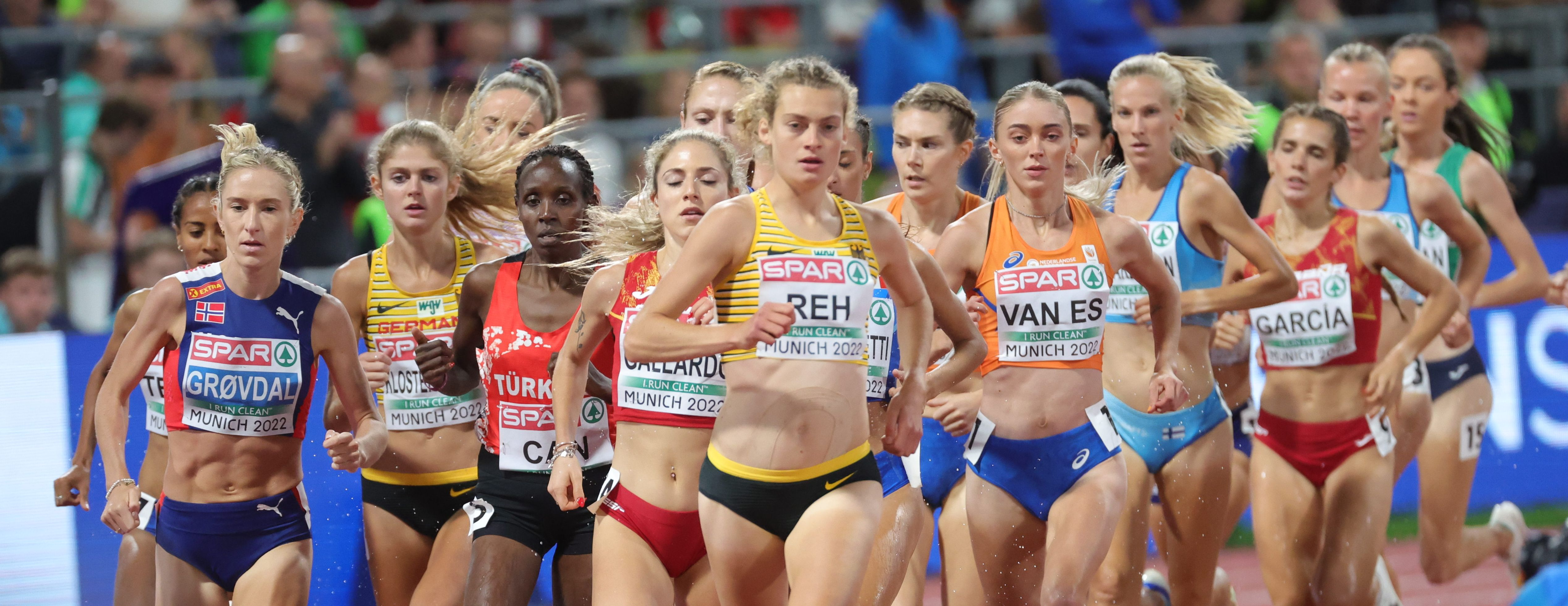
Das 5000-Meter-Rennen in der Anfangsphase

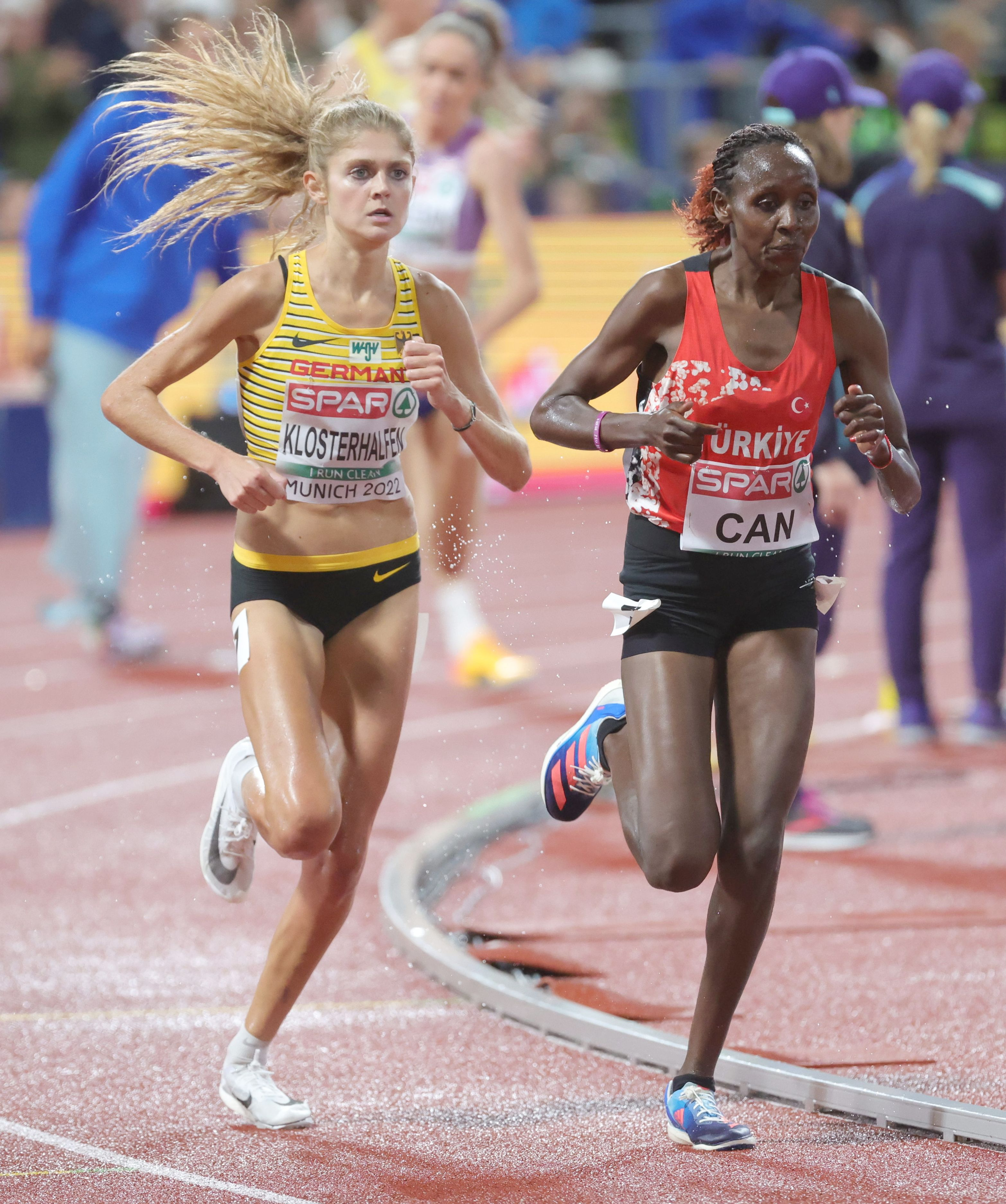
Nach ca. zweieinhalb Kilometern setzte sich Yasemin Can zwischenzeitlich ab, wurde dann jedoch von der späteren Siegerin Konstanze Klosterhalfen wieder gestellt

18. August 2022, 21:42 Uhr MESZ
| Platz | Name                      | Nation         | Zeit (min) |
| ----- | ------------------------- | -------------- | ---------- |
| 1     | Konstanze Klosterhalfen   | Deutschland    | 14:50,47   |
| 2     | Yasemin Can               | Türkei         | 14:56,91   |
| 3     | Eilish McColgan           | Großbritannien | 14:59,34   |
| 4     | Maureen Koster            | Niederlande    | 15:03,29   |
| 5     | Amy-Eloise Markovc        | Großbritannien | 15:08,75   |
| 6     | Calli Thackery            | Großbritannien | 15:08,79   |
| 7     | Nadia Battocletti         | Italien        | 15:10,90   |
| 8     | Selamawit Teferi          | Israel         | 15:14,36   |
| 9     | Viktória Wagner-Gyürkés   | Ungarn         | 15:16,11   |
| 10    | Camilla Richardsson       | Finnland       | 15:16,71   |
| 11    | Sara Benfares             | Deutschland    | 15:20,94   |
| 12    | Marta García              | Spanien        | 15:23,36   |
| 13    | Diane van Es              | Niederlande    | 15:26,44   |
| 14    | Roisin Flanagan           | Irland         | 15:33,72   |
| 15    | Lisa Rooms                | Belgien        | 15:50,59   |
| 16    | Carla Gallardo            | Spanien        | 15:52,64   |
| 17    | Cristina Ruiz             | Spanien        | 16:07,70   |
| 18    | Ilona Mononen             | Finnland       | 16:10,97   |
| 19    | Manon Trapp               | Frankreich     | 16:15,44   |
| DNF   | Alina Reh                 | Deutschland    |            |
| DNF   | Karoline Bjerkeli Grøvdal | Norwegen       |            |
| DNS   | Sarah Lahti               | Finnland       |            |

| Zwischenzeiten      | Zwischenzeiten | Zwischenzeiten | Zwischenzeiten |
| Zwischenzeit- Marke | Zwischenzeit   | Führende | 1000-m-Zeit    |
| ------------------- | -------------- | --- | -------------- |
| 1000 m              | 3:05,57 min    | Karoline Bjerkeli Grøvdal mit dem geschlossenen Feld                                                                     | 3:05,57 min    |
| 2000 m              | 6:07,44 min    | Karoline Bjerkeli Grøvdal mit 15köpfiger Führungsgruppe                                                                  | 3:01,87 min    |
| 3000 m              | 9:02,32 min    | Yasemin Can / Klosterhalfen – ca. 1,5 s zurück / McColgan – ca. 2 s zurück / 6köpfige Verfolgergruppe – knapp 5 s zurück | 2:54,88 min    |
| 4000 m              | 11:58,02 min   | Can / Klosterhalfen – ca. 0,8 s zur. / McColgan – ca. 1,8 s zur. / 3köpfige Verfolgergruppe ca. 8 s zur                  | 2:55,70 min    |
| 5000 m              | 14:50,47 min   | Konstanze Klosterhalfen                                                                                                  | 2:52,68 min    |

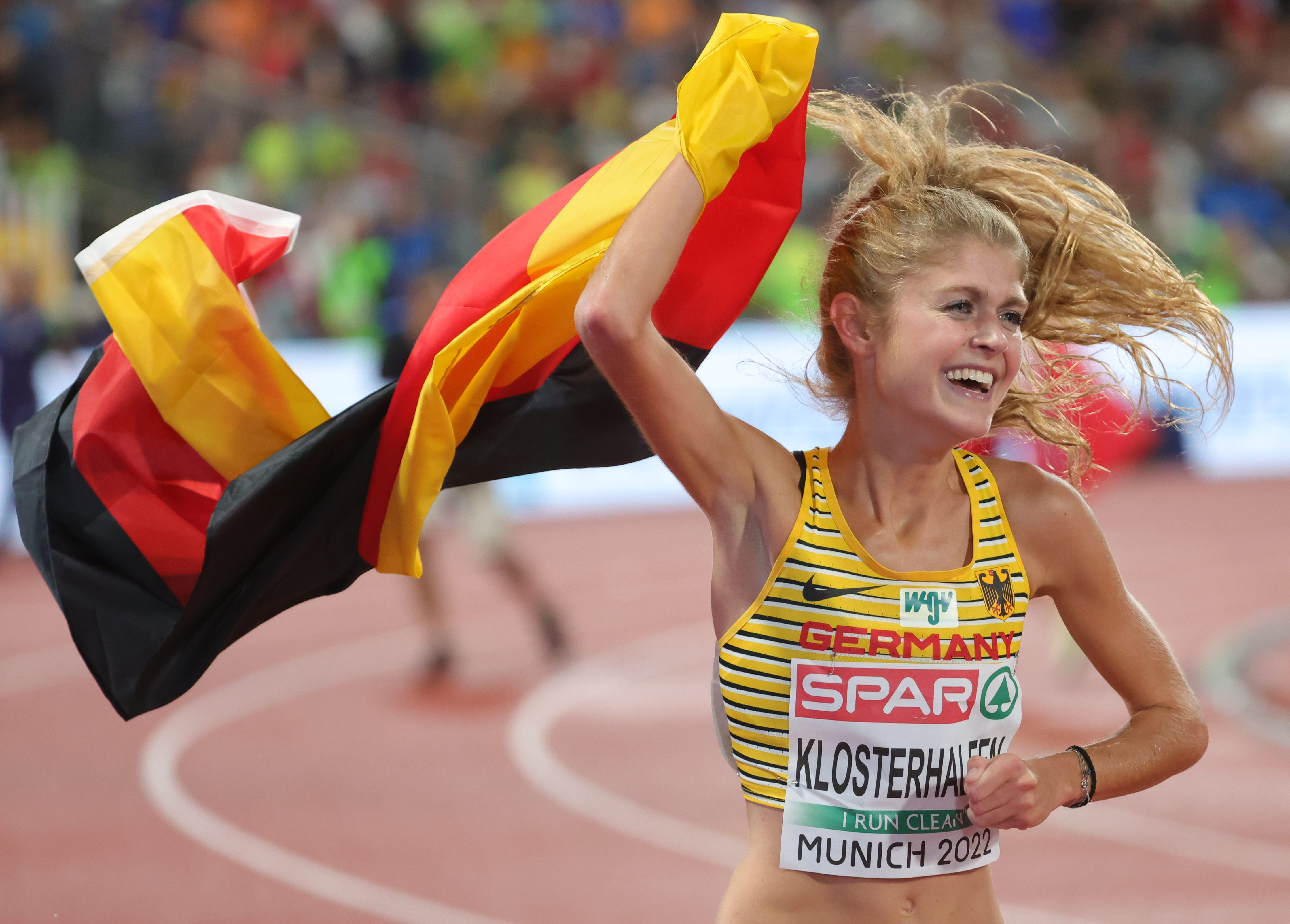
Überraschend wurde Konstanze Klosterhalfen nach ihrem vierten Platz über 10.000 Meter Europameisterin über 5000 Meter
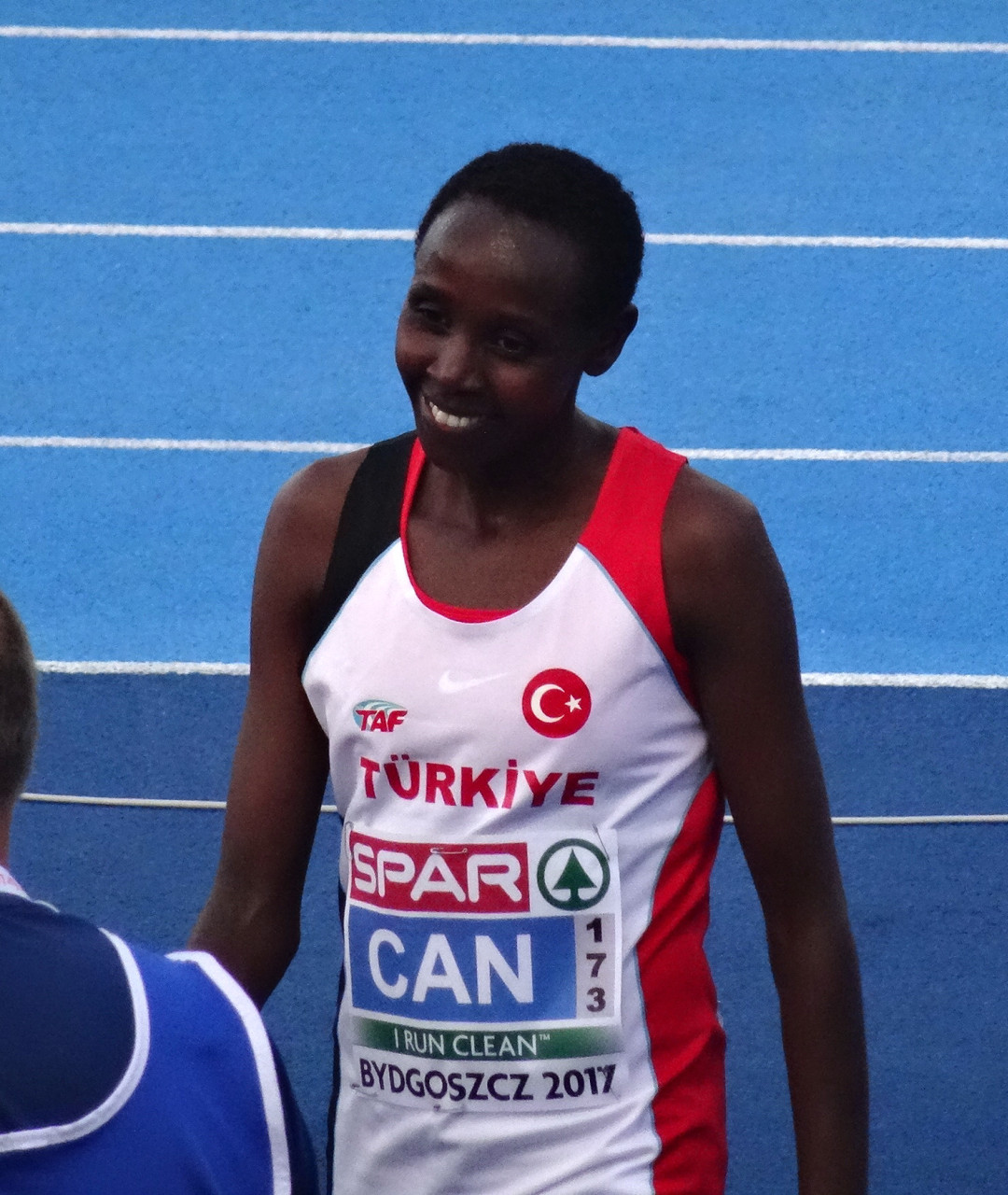
Silber gab es für die 10.000-m-Siegerin Yasemin Can
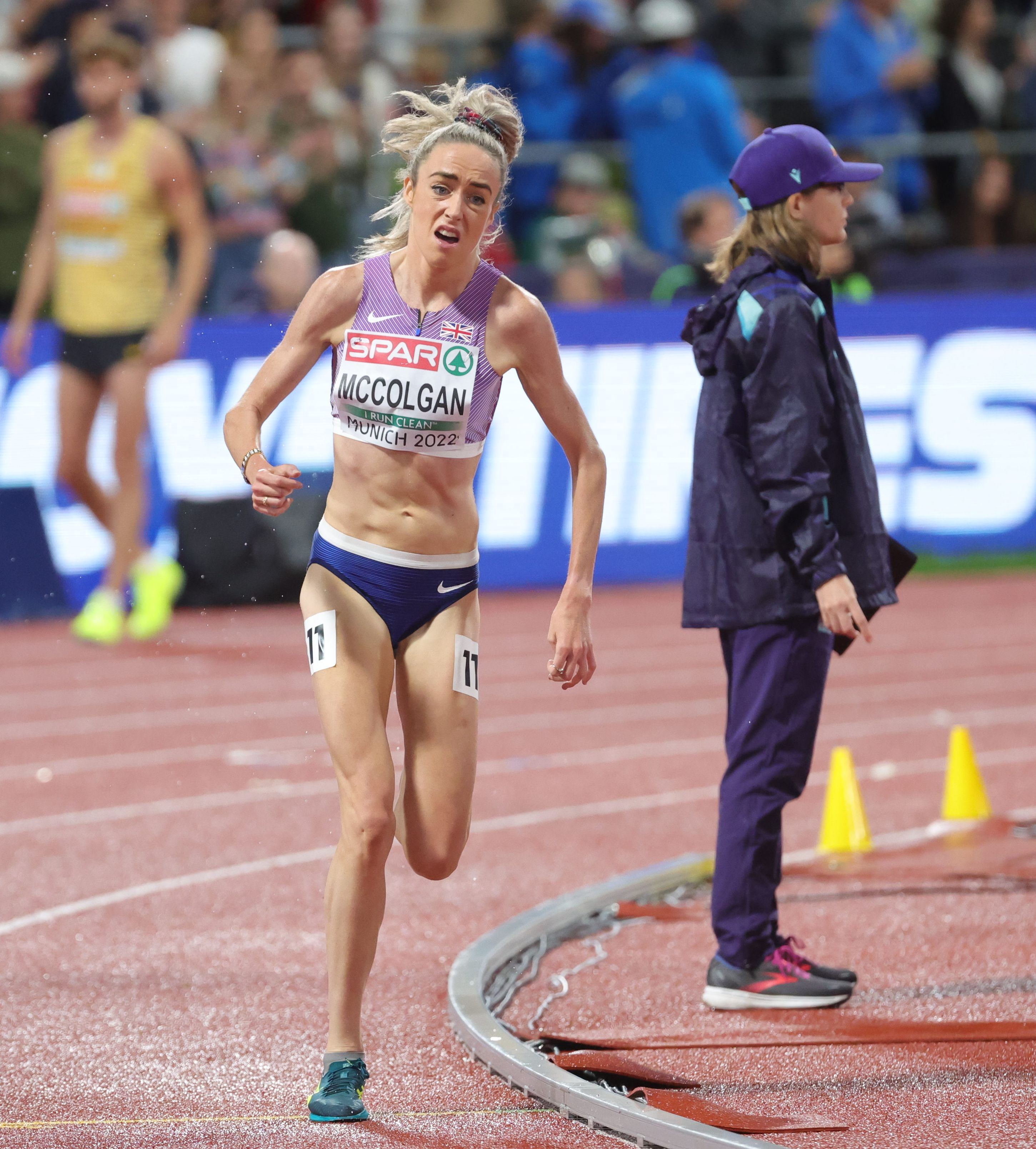
Bronze gewann Eilish McColgan nach ihrem zweiten Platz über 10.000 Meter

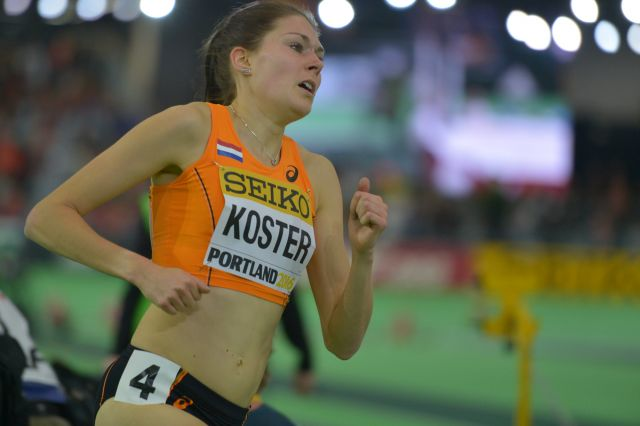
Maureen Koster kam auf den vierten Platz
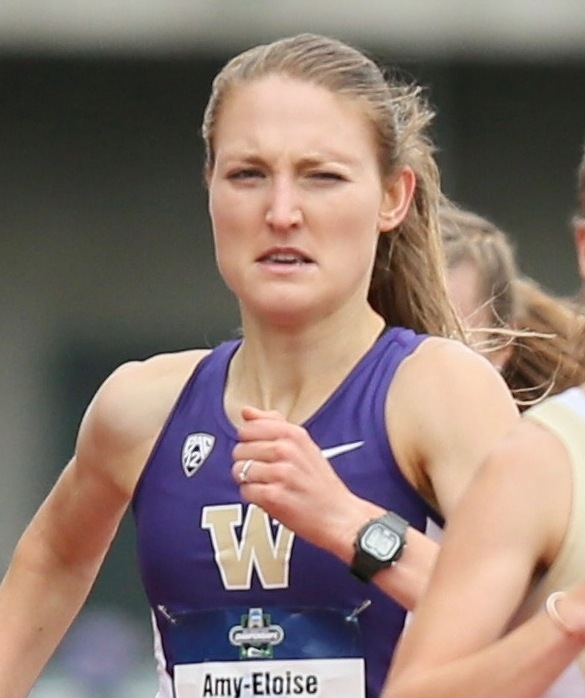
Amy-Eloise Markovc wurde Fünfte
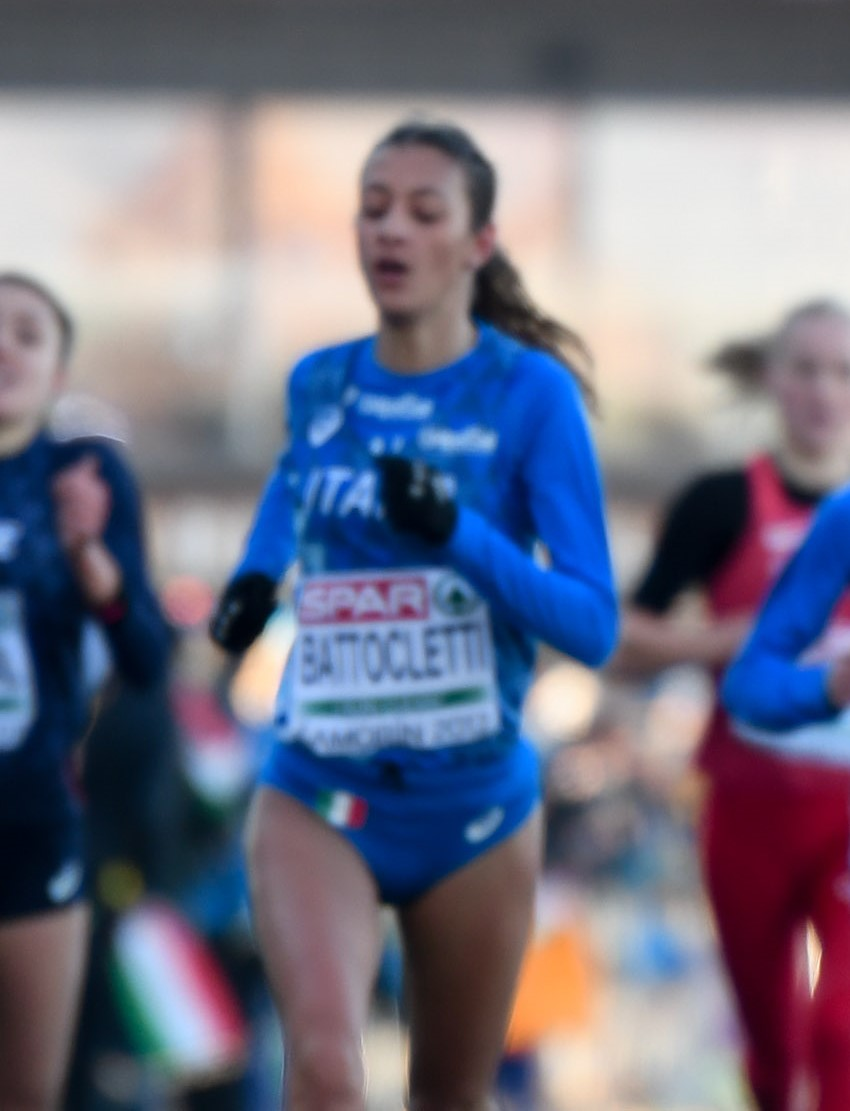
Nadia Battocletti belegte Rang sieben
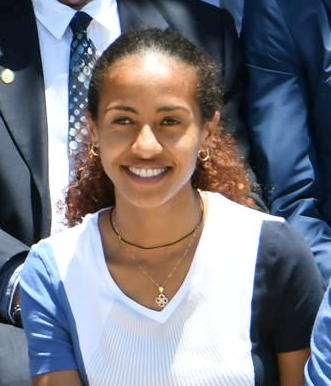
Selamawit Teferi erreichte Platz acht

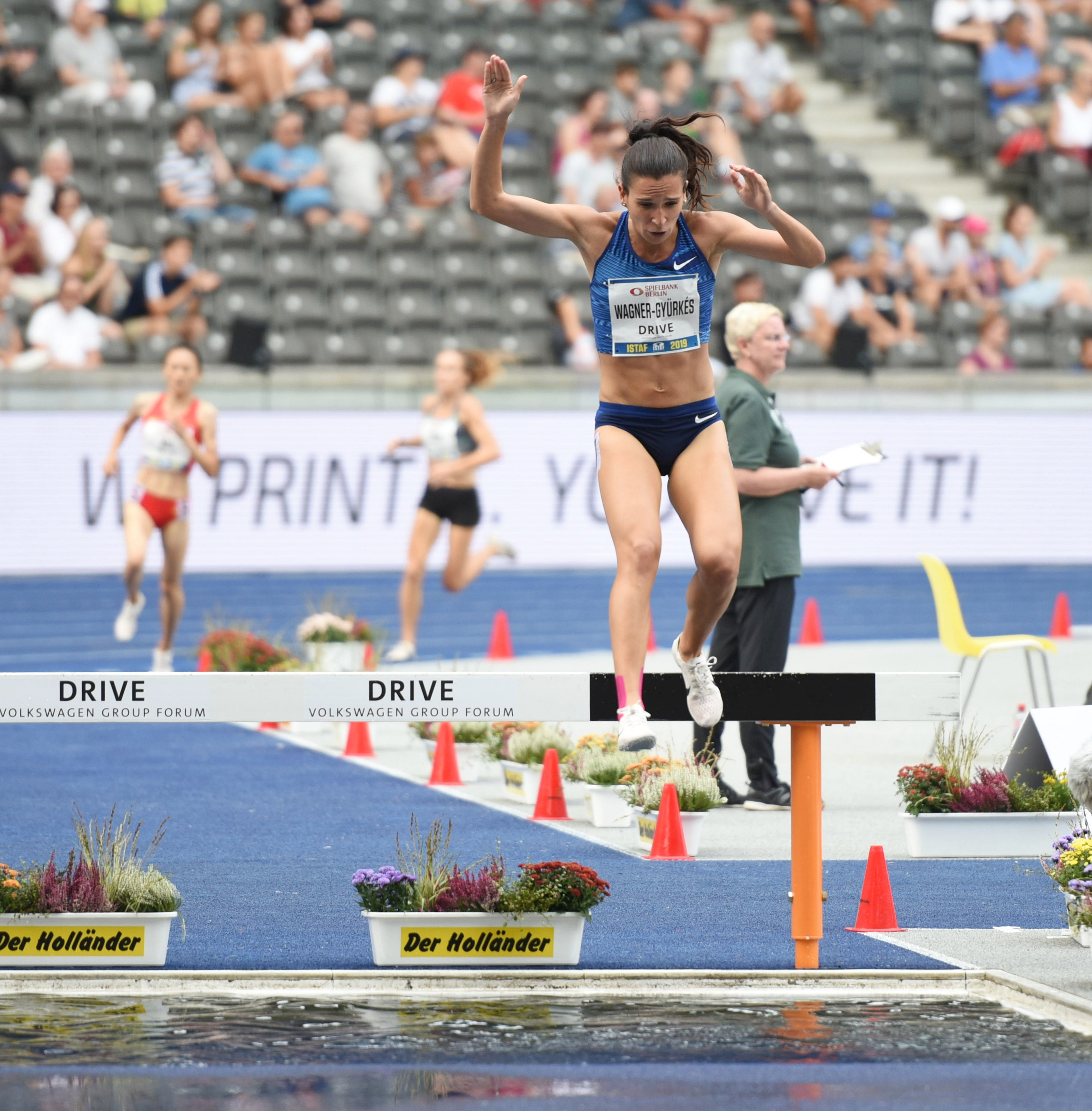
Viktória Wagner-Gyürkés (hier als Hindernisläuferin) – Rang neun
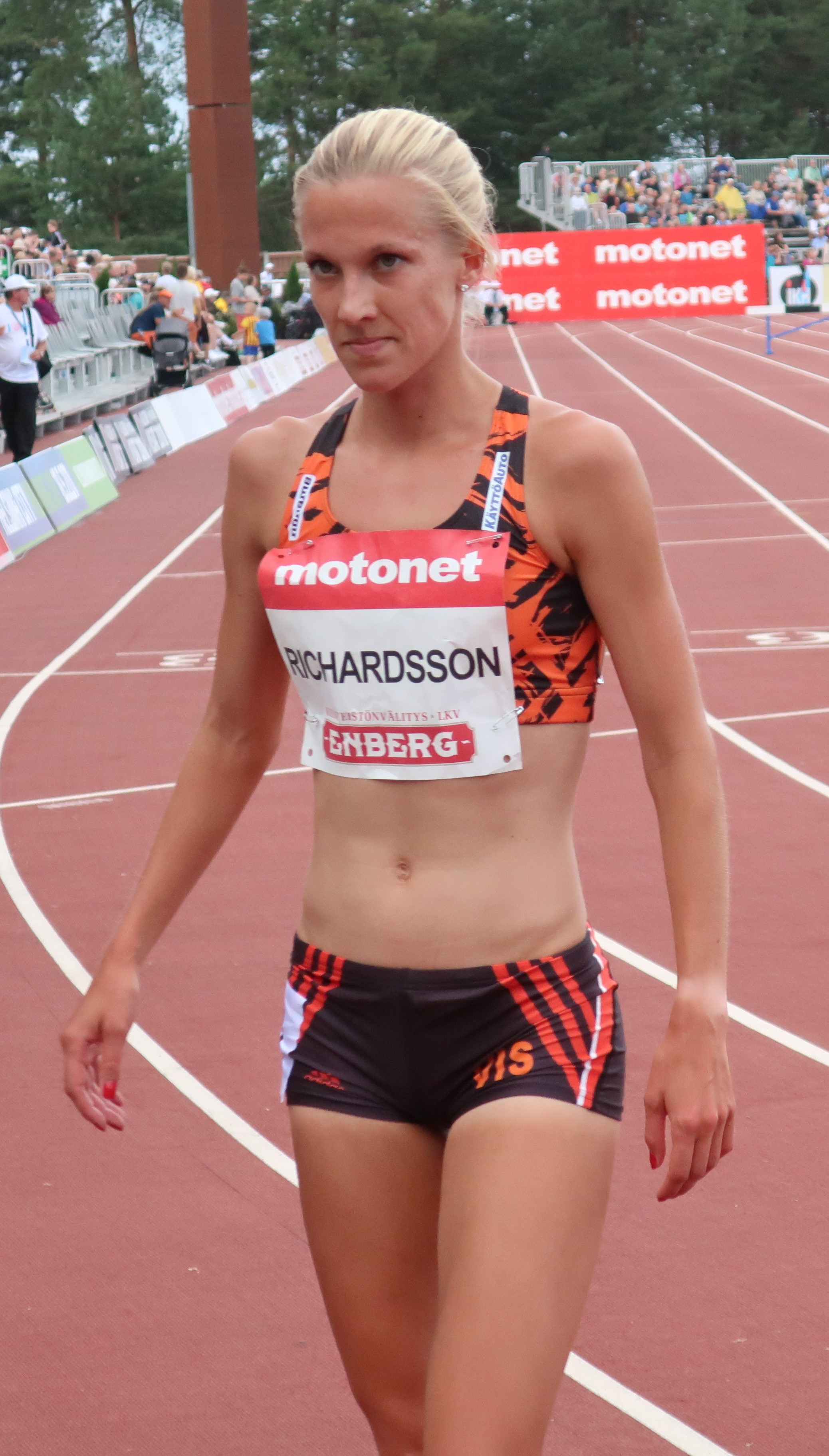
Die zehntplatzierte Camilla Richardsson
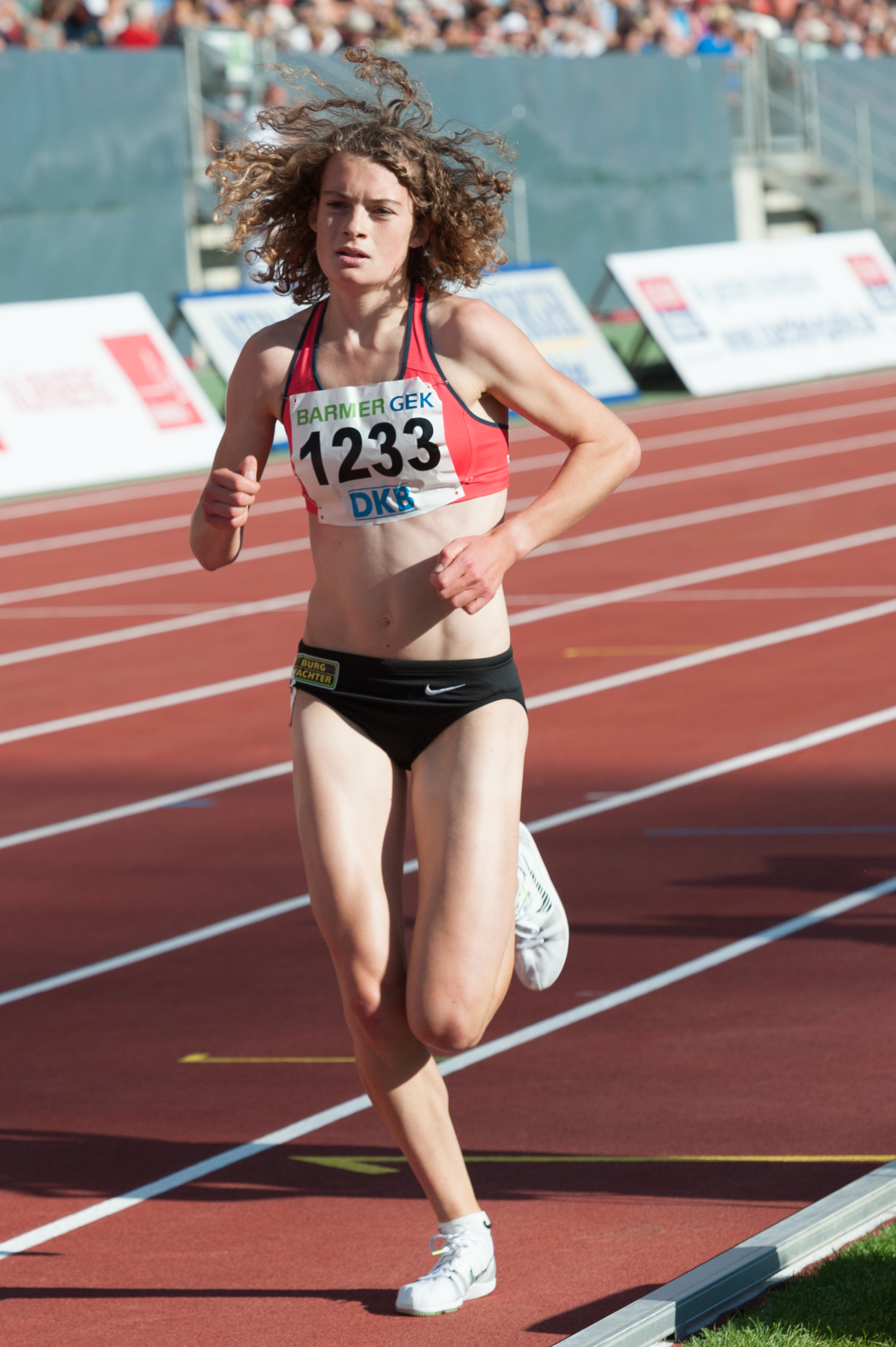
Alina Reh beendete ihr Rennen vorzeitig
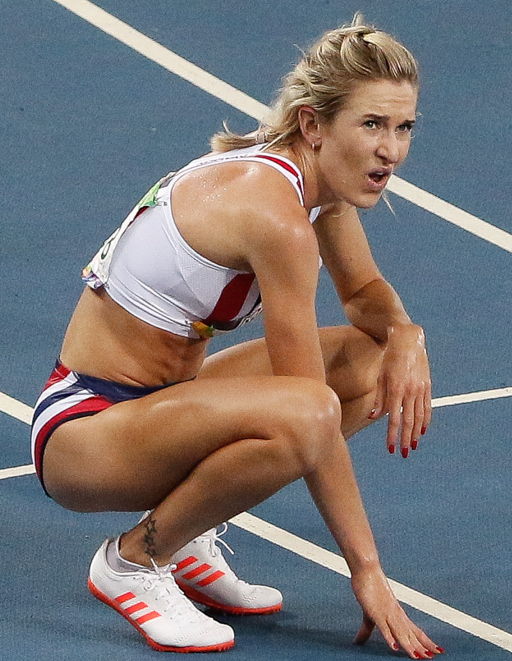
Karoline Bjerkeli Grøvdal – nicht im Ziel

## Videolink
- Women's 5000m Final, Munich 2022, Konstanze Klosterhalfen, youtube.com, abgerufen am 8. April 2023